# 파인애플구아바
파인애플구아바(영어: pineapple guava, 영어 발음:/feɪˈʒoʊ.ə/, /feɪˈdʒoʊ.ə/, /feɪˈhoʊ.ə/ 학명:Acca sellowiana)는 도금양과에 속하는 속씨식물이다. 브라질 남부 고지대, 파라과이 동부, 우루과이, 아르헨티나 북부, 콜롬비아에서 자생한, 정원수나 과수로 널리 재배되고 있다. 파인애플 구아바나 구아바스틴으로 불리기도 하지만 구아바와는 관련이 없다. 여러해살이 상록 관목으로 1 - 7 m 높이까지 자란다.

## 어원
독일의 식물학자 에른스트 베르거(Ernst Berger)가 남부 브라질에서 표본을 처음 채집한 포루투갈 탐험가 호야오 다 실바 페이호(João da Silva Feijó)와 독일 식물학자 프리드리히 젤로프(Friedrich Sellow)를 기념하여 페이조아 셀로위아나(Feijoa sellowiana)로 학명을 등재하였다. 여러 나라에서 불러 온 별칭으로 '파인애플 구아바', '브라질리언 구아바', '무화과 구아바', '구아바스틴' 등이 있다.

## 열매
파인애플구아바 열매는 가을에 타원형으로 익는데 다 익어도 녹색을 띤다. 크기는 달걀 정도이다. 맛은 달콤하고 파인애플과 사과, 민트를 섞은듯한 방향족성 향기가 난다. 즙이 많고 길쭉하고 반투명한 젤라닌 상태의 씨방과 바깥쪽의 불투명한 과육이 명확히 구분되어 있다. 다 익은 열매는 저절로 땅에 떨어지는데 이 때 향기가 가장 강하다. 다 익기 전에 따내는 경우도 있고 다익어 떨어진 것을 줍기도 한다.
과육은 구아바와 같이 깔깔한 질감이 난다. 파인애플구아바 과육을 피부에 붙여 화장품으로 쓰기도 한다. 파인애플구아바 열매는 독특하고 강한 향기가 나는데 주로 에스터와 메틸벤조에이트 그리고 과실에 있는 기타 성분들에 의한 것이다.

## 성장 조건
파인애플구아바는 아열대 식물로 열대에서도 자란다. 그러나 열매가 맺으려면 최소 50시간 이상의 차가운 날씨가 필요하다. 씨를 발아하여 키울 때에는 처음 1 - 2년의 발육 속도가 매우 더디다. 차가운 날씨나 강풍에도 견딘다.
북반구에서는 스코틀랜드 서부와 같은 고위도에서도 키우는데 이런 조건에서는 열매가 매년 열리지는 않는다. 영하 9 °C보다 기온이 떨어지면 꽃눈이 죽는다. 여름철 온도가 32 °C 보다 높아도 열매가 잘 맺히지 않는다. 파인애플구아바는 가뭄이나 염분에도 강하지만 이 경우에도 열매 성장이 나쁘다. 열매가 맺히는 시기엔 충분한 물이 필요하다.

## 계절 특성
파인애플구아바는 뉴질랜드에서 정원수나 과수로 흔히 기르는데 열매가 맺히는 시기는 3월에서 6월 사이이다. 텍사스주나 플로리다주, 그리고 캘리포니아주 남부와 같은 미국의 최남단에서도 가끔 눈에 띄지만 열매가 열리기는 쉽지 않다. 캘리포니아 북부에서는 과수로 재배하기도 하지만 잘 알려진 과일이 아니어서 재배 면적은 크지 않다.

## 소비

### 영양
파인애플구아바 생과 100 그램의 열량은 55 칼로리 정도 이고 탄수화물 13%, 당분 8% , 그리고 단백질과 지방이 각각 1% 정도 함유되어 있다. 비타민 C가 풍부하여 일일권장량의 40%나 되지만 다른 영양소는 거의 없다.

### 식료품
껍질도 먹을 수 있기는 하지만 대개는 반으로 잘라 숟가락으로 과육을 떠먹는다. 열매는 달콤하며 과즙이 많다. 파인애플구아바를 찢거나 으깨어 먹기도 한다. 길쭉하게 반으로 가르면 그냥 손으로 들고 먹을 수도 있다.
스무디를 만들어 먹거나 포도주, 사이다, 보드카와 같은 것에 넣어 먹기도 한다. 독특하고 복잡한 강한 향기가 나는데 구아바, 딸기, 파인애플, 윈터그린 등의 향기와 견주어지곤 한다. 뉴질랜드와 같은 곳에선 파인애플구아바를 재료로 요구르트, 음료수, 잼, 아이스크림과 같은 다양한 상품을 제조하고 있다. 처트니의 재료로도 인기가 있다.
꽃잎도 먹을 수 있는데, 계피와 같이 매콤달콤하다. 보통은 샐러드와 함께 먹는다.

## 거래
장시간 보관이 어려워 수출은 거의 없고 대개 지역 내에서 소비된다. 간혹 판매되는 것은 항공으로 운송한다. 냉장하면 한달 정도 보관이 가능하지만 상온 보관으로 알맞게 먹을 수 있는 기간은 수일 정도에 불과하다. 냉동할 경우엔 품질 저하 없이 1년 정도 보관할 수 있다.

## 재배
씨를 받아 파종하는 것은 품질을 보장할 수 없고 성장도 매우 더뎌서 대부분 자가 접목을 통해 묘목을 기른다. 품질이 좋은 나무의 가지를 잘라 접붙이기를 하여 묘목을 만드는데 미국과 같은 곳에서는 기후 조건을 맞추기 위해 온실에서 기른다. 미국내 주요 재배지는 조지아주, 사우스캐롤라이나주 그리고 잘 알려져 있는 캘리포니아주와 같은 곳이다. 그 외에 태평양 북서부의 주에서도 약간이나마 기르고 있고, 애팔래치아산맥 이남에서도 재배하는 곳이 있다.
남캅카스 지역에서는 1928년 이후 아제르바이잔 남부 해안에서 재배를 시작하여 조지아까지 전파되었다. 1986년 당시 조지아의 재배 면적은 약 988 헥타르이었다.
뉴질랜드에서는 꿀벌, 호박벌, 중간 크기의 각종 새들이 파인애플구아바의 꽃가루 매개자 역할을 한다. 남부의 추운 지역에서는 동박새가 꽃가루를 전파하고, 북부에서는 찌르레기과 새들이 꽃가루를 전한다. 파인애플구아바를 재배하는 뉴질랜드 북부 일부에서는 마땅한 꽃가루 매개자가 없어 문제가 되기도 하였다.

## 갤러리

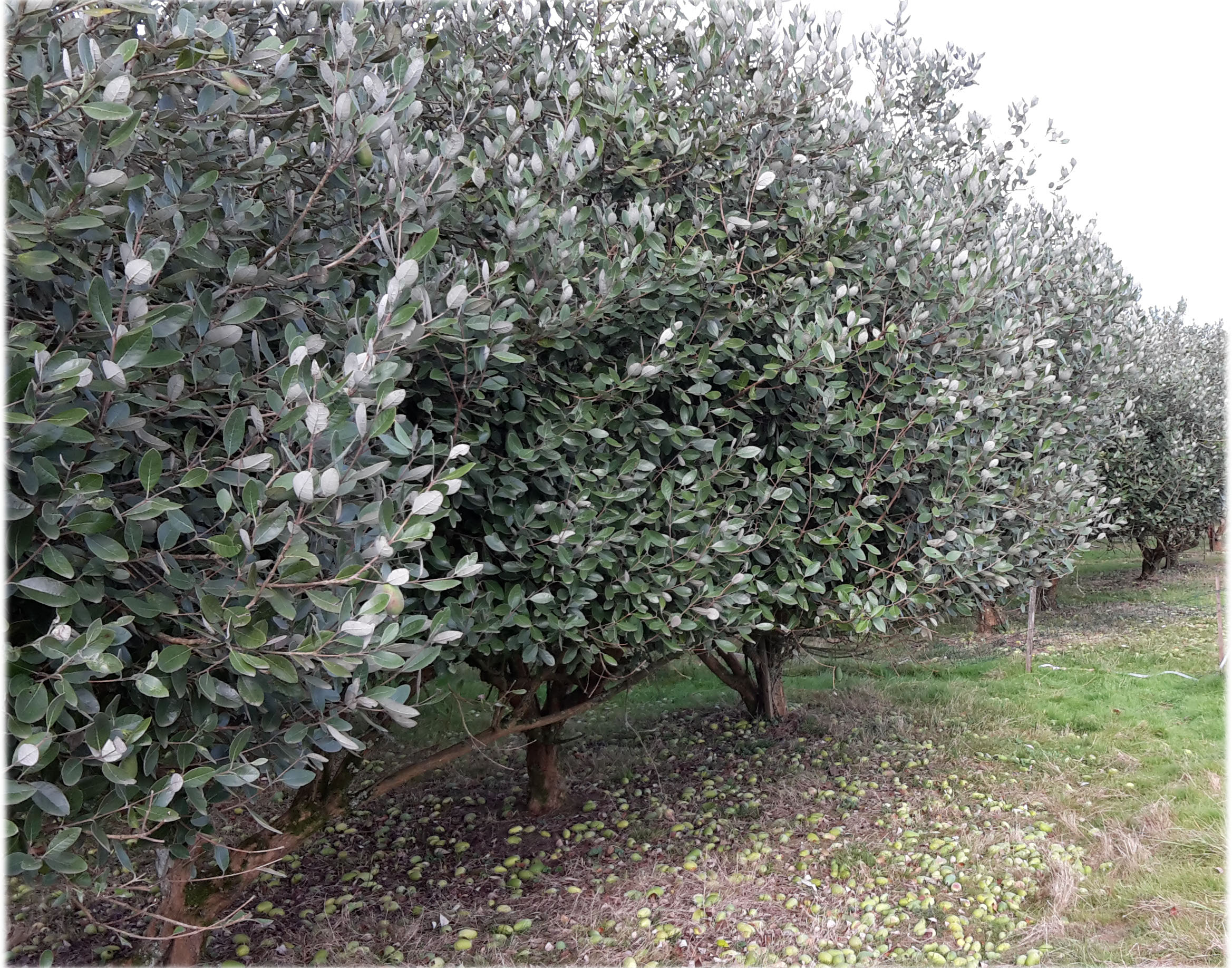
다 익은 열매가 떨어져 있는 파인애플구아바 과수원
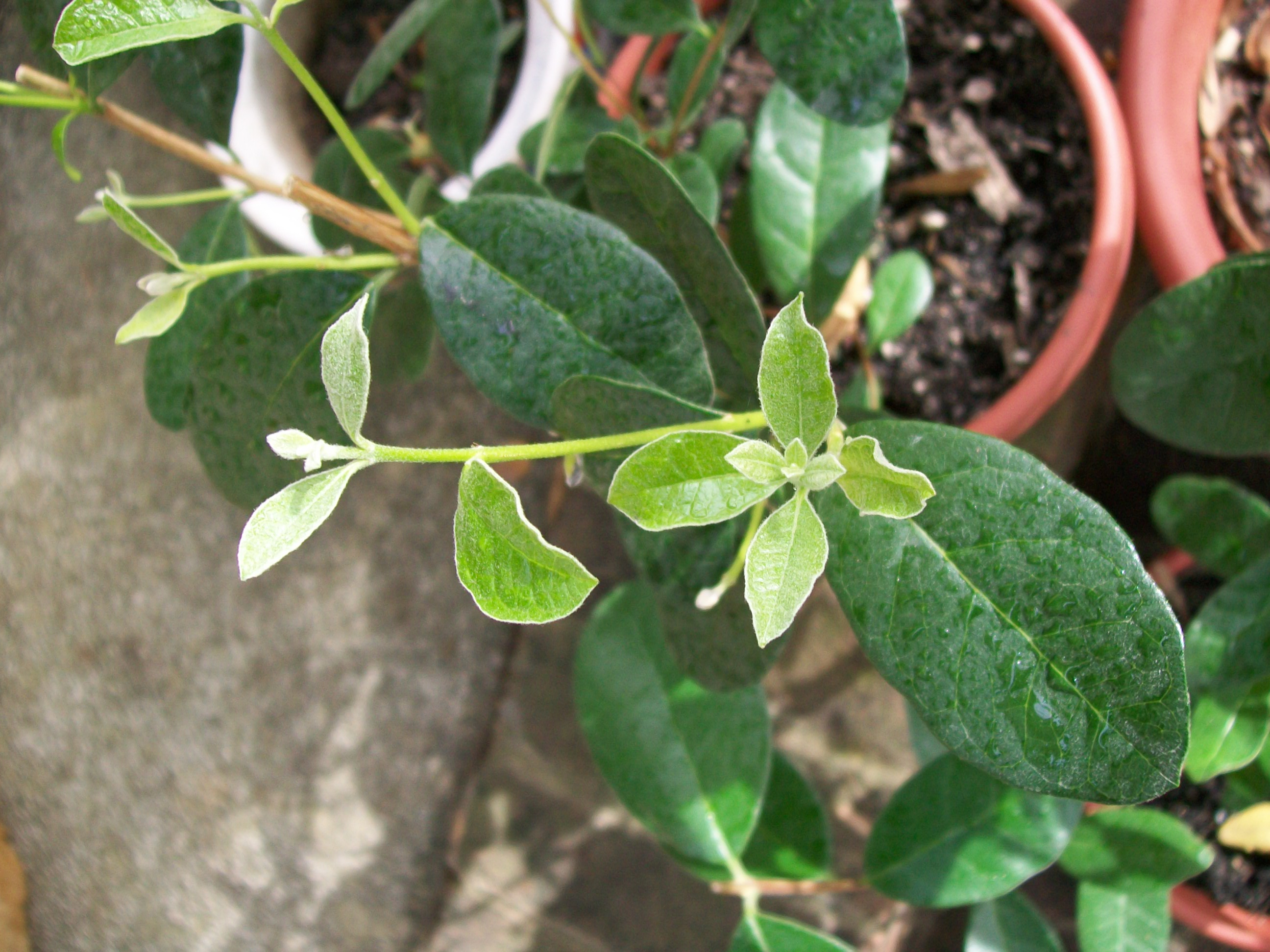
파인애플구아바 묘목
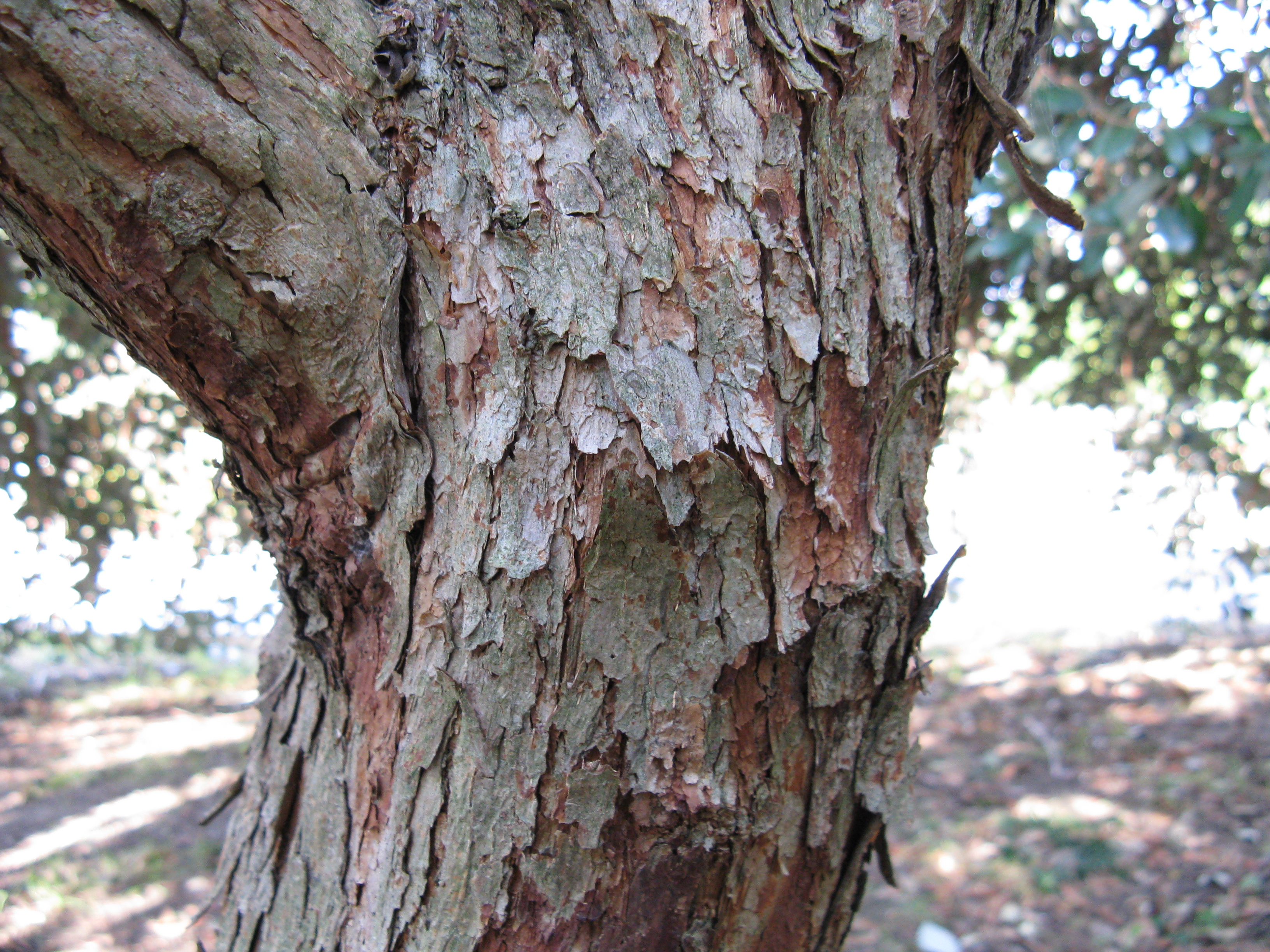
수피
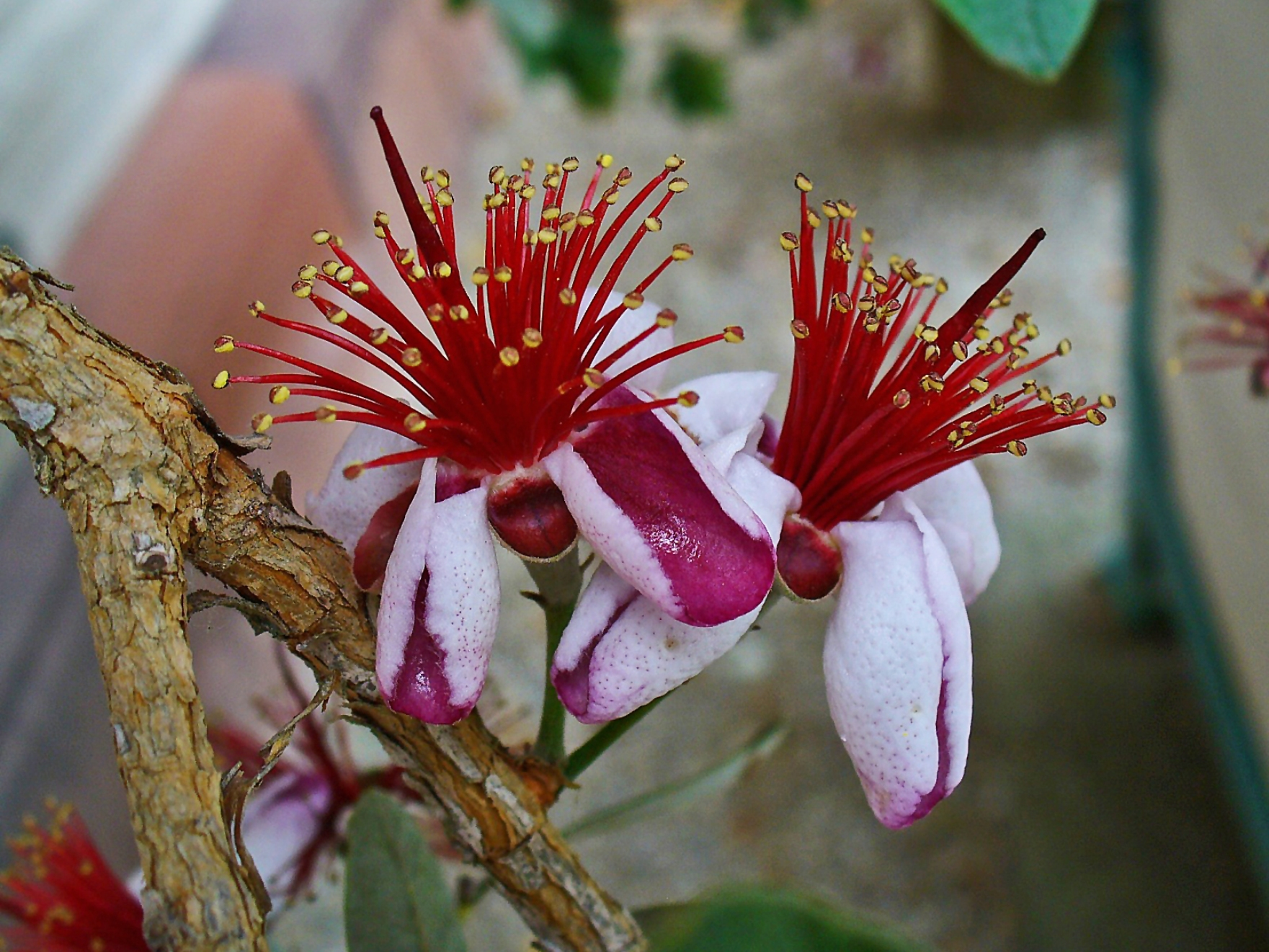
파인애플구아바 꽃
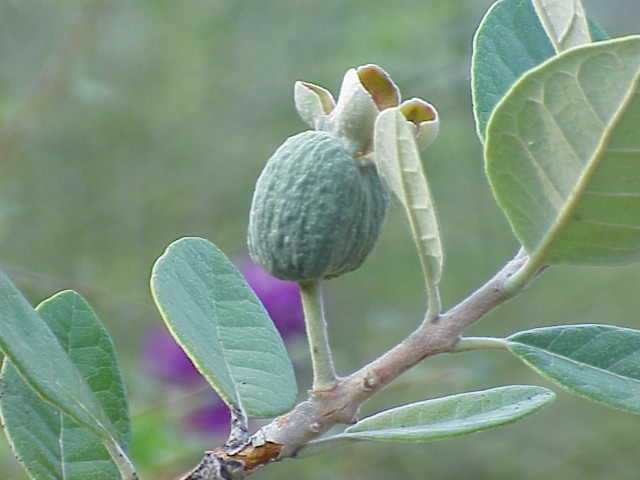
덜 익은 열매
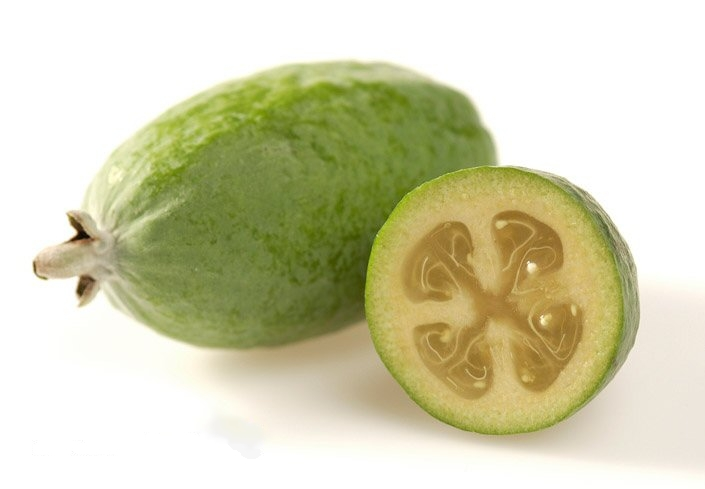
다 익은 열매
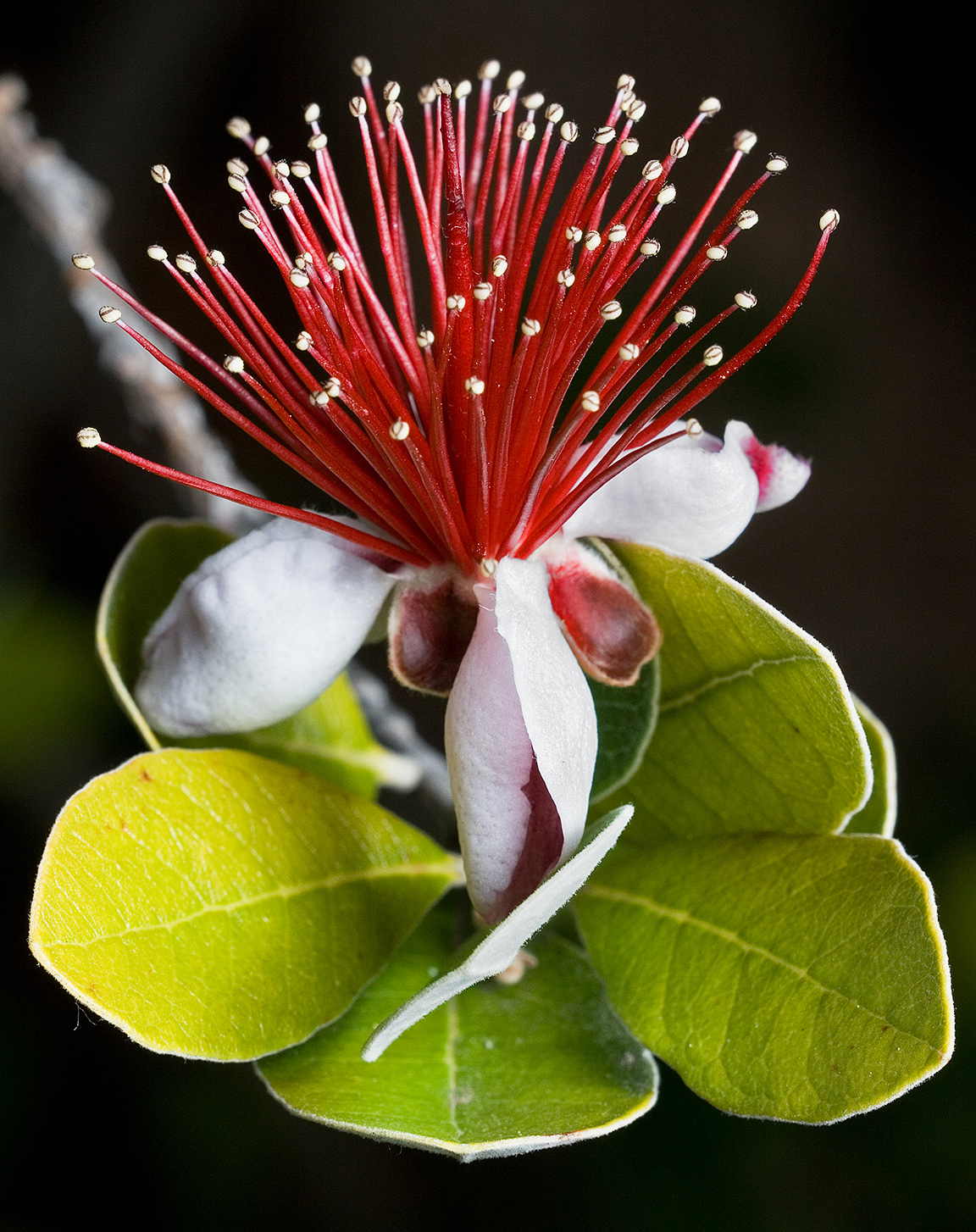
파인애플구아바 꽃
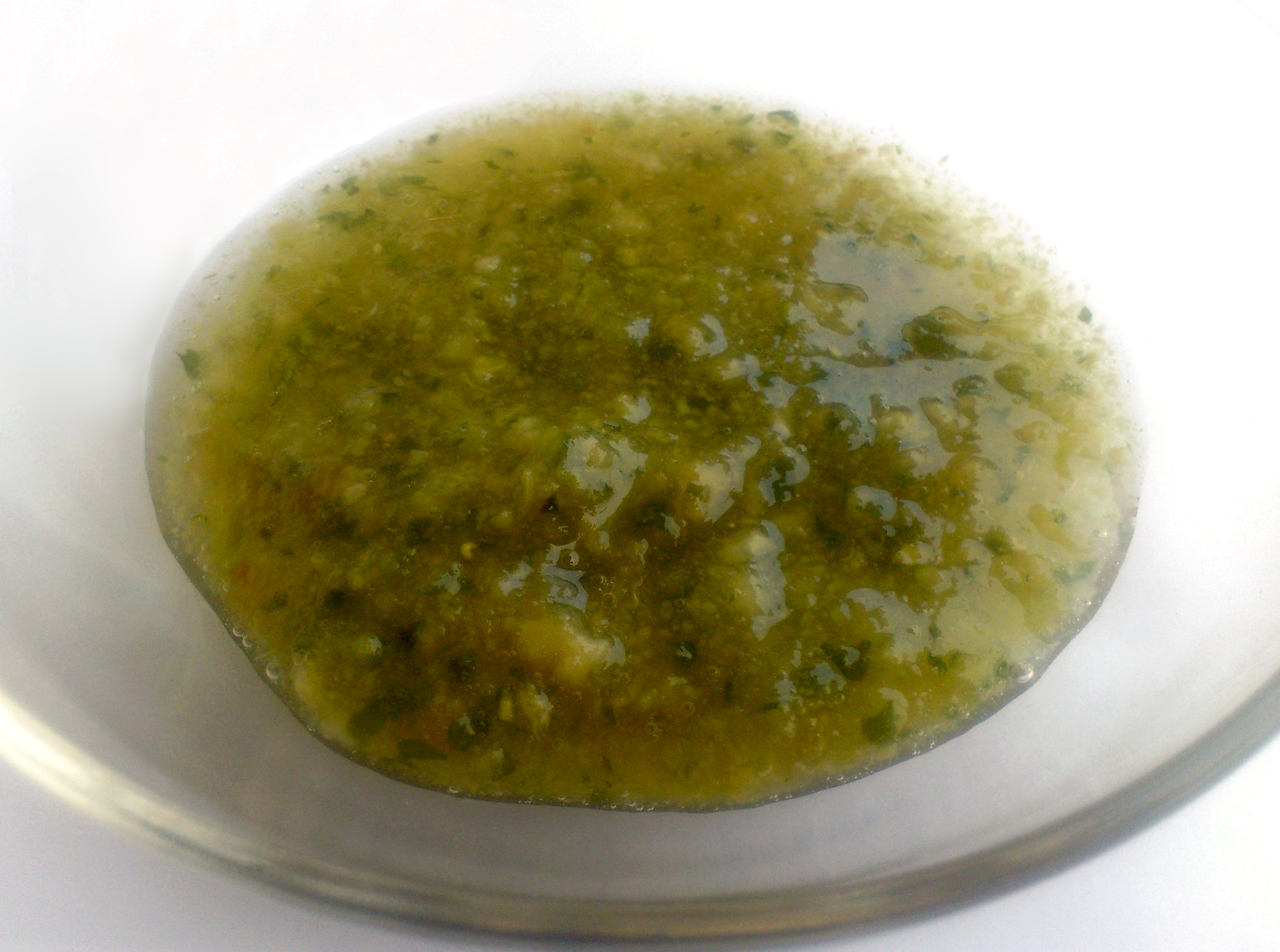
파인애플구아바 생과를 으깨 만든 스프래드